# Полдоллара с бюстом Свободы в колпаке
50 центов с бюстом Свободы в колпаке — монета США номиналом в 50 центов, которая чеканилась более 30 лет с 1807 по 1839 год. На аверсе монеты изображён бюст женщины, символизирующей Свободу, во фригийском колпаке, а на реверсе белоголовый орлан — геральдический символ США. Имеет несколько разновидностей, отличающихся как аверсом так и реверсом.

## История
Гравёром монеты был выбран немецкий иммигрант Джон Райх. Разработанный им дизайн монеты оказался весьма удачным. Слегка изменённое изображение орлана на реверсе монеты использовалось при чеканке вплоть до 1891 года. Моделью для изображения Свободы на аверсе стала любовница гравёра.
Изначально монета чеканилась на винтовых прессах. Её особенностью был гурт с надписью «FIFTY CENTS OR HALF A DOLLAR». В связи с несовершенством прессов и монетного дела, необходимостью вручную создавать новые штемпеля существует множество разновидностей монет этого типа.
С внедрением парового пресса технология чеканки монет изменилась. Гравёр Кристиан Гобрехт несколько видоизменил изображение аверса и реверса, а также убрал надпись с гурта, сделав его рубчатым. В результате с 1836 по 1839 годы стал выпускаться тип «с рубчатым гуртом». В 1839 году данный тип был заменён 50 центами с сидящей Свободой.
В связи с произошедшим пожаром на монетном дворе Филадельфии в 1816 году монета не чеканилась.
50 центов с бюстом Свободы в колпаке чеканились на 2 монетных дворах — Филадельфии и Нового Орлеана. Монеты из Нового Орлеана имеют небольшую букву «O» над годом на аверсе.
Монеты чеканившиеся с 1807 по 1836 год содержали 89,2 % серебра и весили 13,48 граммов, с 1837 содержание серебра было увеличено до 90 %, а вес соответственно уменьшен до 13,36 граммов.

## Изображение

### Аверс
На аверсе монеты изображён бюст женщины во фригийском колпаке. На основании колпака располагается надпись «LIBERTY». Под бюстом находится год, а вокруг него полукругом 13 звёзд (7 слева и 6 справа). С 1836 года стали выпускаться монеты «с рубчатым гуртом». На них изображение Свободы стало более рельефным. В результате гравёр как бы «омолодил» изображение. Звёзды по бокам стали меньшего размера.

### Реверс
На реверсе монеты находится белоголовый орлан с расправленными крыльями — символ США — держащий в когтях стрелы и оливковую ветвь. По верхнему краю полукругом расположена надпись «UNITED STATES OF AMERICA». На монетах 1807–1836 годов под этой надписью также присутствует девиз «E PLURIBUS UNUM».
Под изображением орлана располагалось обозначение номинала:
- на монетах 1807–1836 («с девизом») — «50 C.»
- 1836–1837 («без девиза») — «50 CENTS»
- 1838–1839 — «HALF DOL.»

## Оценка качества монеты
Оценка качества монеты данного типа производится по следующим критериям:
- «Очень хорошо» (Very Good) — на щите Свободы на аверсе не стёрто как минимум 3 буквы слова «LIBERTY»;
- «Прекрасно» (Fine) — все 7 букв слова «LIBERTY» различимы;
- «Превосходно» (Very Fine) — буквы слова «LIBERTY» чёткие;
- «Отлично» (Extremely Fine) — хорошо видны линии причёски;
- «Необращавшаяся» (Uncirculated).

## Тираж
| Год                               | Отчеканено в Филадельфии             | Отчеканено в Новом Орлеане |
| --------------------------------- | ------------------------------------ | -------------------------- |
| 1807                              | 750 500                              |                            |
| 1808                              | 1 368 600                            |                            |
| 1809                              | 1 405 810                            |                            |
| 1810                              | 1 276 276                            |                            |
| 1811                              | 1 203 644                            |                            |
| 1812                              | 1 628 059                            |                            |
| 1813                              | 1 241 903                            |                            |
| 1814                              | 1 039 075                            |                            |
| 1815                              | 47 150                               |                            |
| 1817                              | 1 215 567                            |                            |
| 1818                              | 1 960 322                            |                            |
| 1819                              | 2 208 000                            |                            |
| 1820                              | 751 122 (около 5)                    |                            |
| 1821                              | 1 305 797 (около 5)                  |                            |
| 1822                              | 1 559 573 (около 5)                  |                            |
| 1823                              | 1 694 200 (около 5)                  |                            |
| 1824                              | 3 504 954 (около 5)                  |                            |
| 1825                              | 2 943 166 (около 10)                 |                            |
| 1826                              | 4 004 180 (около 10)                 |                            |
| 1827                              | 5 493 400 (около 10)                 |                            |
| 1828                              | 3 075 200 (около 10)                 |                            |
| 1829                              | 3 712 156 (около 10)                 |                            |
| 1830                              | 4 764 800 (около 10)                 |                            |
| 1831                              | 5 873 660 (около 10)                 |                            |
| 1832                              | 4 797 000 (около 10)                 |                            |
| 1833                              | 5 206 000 (около 10)                 |                            |
| 1834                              | 6 412 004 (около 10)                 |                            |
| 1835                              | 5 352 006 (около 10)                 |                            |
| 1836 («с девизом») («без девиза») | 6 545 000 (около 15) 1200 (около 20) |                            |
| 1837                              | 3 629 820 (около 10)                 |                            |
| 1838                              | 3 546 000 (около 5)                  | (около 20)                 |
| 1839                              | 1 392 976 (около 10)                 | 178 976 (около 10)         |

(в скобках обозначено количество монет качества пруф)